# Awan (Belgique)
Ne doit pas être confondu avec Awans.
Awan est un village de la commune d'Aywaille dans la province de Liège en Région wallonne (Belgique). 
Avant la fusion des communes, Awan faisait déjà partie de la commune d'Aywaille.

## Situation
Awan se situe le long de la N 86 qui va d'Aywaille à Marche-en-Famenne. Les villages voisins sont Aywaille, Harzé et Xhoris. Le village compte plusieurs quartiers comme Goza, Wacostet, le Batty, le Fond de la Ville ou la Belle Croix et deux hameaux : Fanson et Cwimont.

## Description

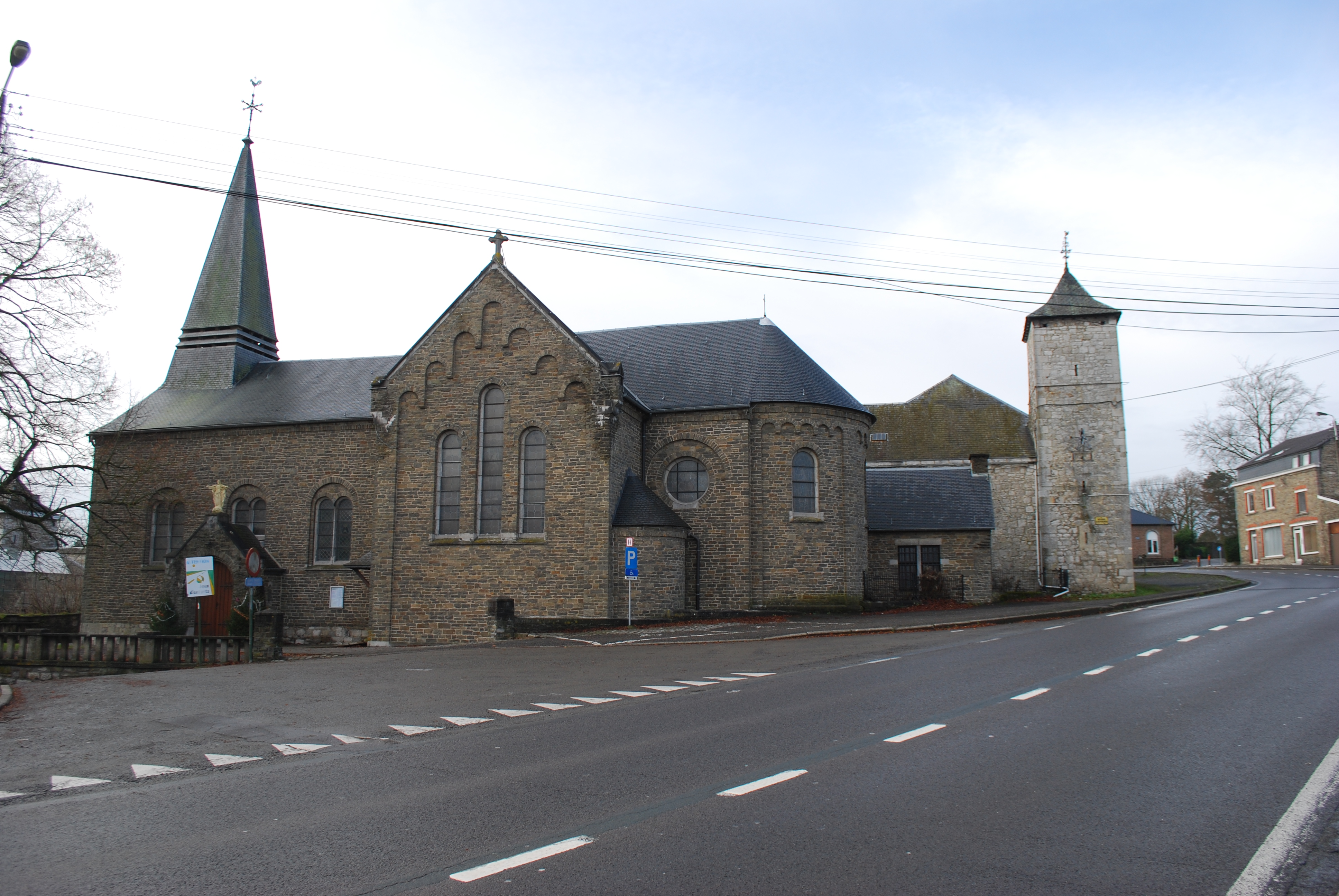
Église et arrière du château d'Awan.

Le village d'Awan est classé sur la liste du patrimoine immobilier classé d'Aywaille en raison de la présence de nombreuses maisons et fermettes bâties en pierre calcaire dans le courant du XIXe siècle.
Le château d'Awan, domaine privé datant du XVIIIe siècle, est construit en pierre calcaire et en brique et est constitué d'une partie rectangulaire et d'une tour bulbeuse. Quant à l'église Saint-Pierre toute proche, elle a été construite en 1840 à l'emplacement de l'ancienne chapelle du château.

## Activités
Awan compte une école communale fondée en 1850 puis agrandie en 1958 et en 2007.
Pendant les années 1990, le village d'Awan était connu pour ses illuminations pendant la période des fêtes de fin d'année.
Une brocante est organisée chaque deuxième week-end de septembre.
Awan compte quelques commerces ainsi que des chambres d'hôtes.

## Sources et liens externes
- http://www.aywaille.be
- Château d'Awan/Historique